# Nikolaj Muralov
Nikolaj Ivanovitj Muralov (ryska: Николай Иванович Муралов), född 7 december 1877 i närheten av Taganrog, död 1 februari 1937 i Moskva, var en sovjetisk bolsjevikisk politiker. Efter år 1923 kom han att tillhöra vänsteroppositionen.

## Biografi
Nikolaj Muralov gick år 1903 med i Rysslands socialdemokratiska arbetareparti och deltog i både revolutionen 1905 och revolutionen 1917. Under ryska inbördeskriget var han militär befälhavare.
I samband med den stora terrorn greps Muralov i april 1936 och åtalades vid den andra Moskvarättegången; han erkände bland annat att han hade varit inblandad i ett mordförsök på Molotov. Muralov dömdes till döden och avrättades genom arkebusering.
Nikolaj Muralov blev rehabiliterad år 1986.